# Leela James
Leela James (Los Angeles, Californië, 2 juni 1983) is een Amerikaanse soulzangeres.

## Persoonlijke achtergrond
Leela James leek in haar jeugd een carrière als sprintster te gaan krijgen. Ze moest dit echter opgeven door een knieblessure. Muziek was haar ook niet vreemd. Ze zong al op haar elfde in de kerk. James heeft bedrijfsadministratie gestudeerd aan de California State Universiteit.

## Muzikale carrière
Leela James is begonnen in het achtergrondkoor in de band van een leraar van haar school. Na twee jaar ging ze solo. Leela wil de spontaniteit en emotie die old school soulartiesten hadden, terugbrengen in de muziek. Haar eerste single Music, uit 2005, is een directe kritiek op de hedendaagse doorsnee R'n'B. Het staat op het neo-soul/soul album A Change Is Gonna Come, dat ze dat jaar uitbracht bij Warner. Haar bezielde diepe stem combineert ze met een ongepolijst geluid en verscheidene muzikale invloeden, van gospel tot blues en old school soul. Haar tweede album heeft ze in 2009 uitgebracht bij Shanachie Records. Het bevat covers van klassieke nummers, soulnummers (Betty Wright, James Brown), maar ook van de Rolling Stones.

### Hitlijstvermelding
A Change Is Gonna Come heeft 59 weken in de R&B/Hip-Hop-Albumslijst gestaan van het Amerikaanse Billboard, en kwam daarin tot de 42e plaats. Het album stond vijf weken in de algemene Billboard 200-lijst, met als hoogste notering de 148e plaats. Let's Do It Again bereikte de elfde plaats op de R&B/Hip-Hop-Albumslijst, en stond daar 12 weken in. Het stond twee weken in zowel de Billboard 200- als de Independent Albumslijst, en bereikte in die lijsten respectievelijk de 84e en zesde plaats.

## Discografie

### Singles
- 2005 - Music
- 2005 - Don't Speak
- 2006 - Good Time
- 2006 - My Joy
- 2007 - When You Love Somebody
- 2009 - It's a Man's Man's Man's World

## Albums
- 2005 - A Change Is Gonna Come
- 2005 - Music Remixes
- 2009 - Let's Do It Again
- 2010 - My Soul
- 2012 - Loving You More In The....
- 2014 - Fall For You
- 2017 - Did It For Love
- 2021 - See Me